# ميريام نوفاك
ميريام نوفاك (بالألمانية: Mirjam Novak)‏ هي كاتبة سيناريو وممثلة ألمانية، ولدت في 16 يناير 1981 بنورنبرغ في ألمانيا.

## وصلات خارجية
- ميريام نوفاك على موقع IMDb (الإنجليزية)
- ميريام نوفاك على موقع قاعدة بيانات الفيلم (الإنجليزية)